# Торньош
Торньош (серб. Торњош, угор. Felsőhegy) — село в Сербії, належить до общини Сента Північно-Банатського округу в багатоетнічному, автономному краю Воєводина. Розташоване в історико-географічній області Банат. 

## Населення
Населення села становить 1781 особа (2002, перепис), з них:
- мадяри — 1452 — 82,21%;
- роми — 256 — 14,49%;

Решту жителів  — з десяток різних етносів, зокрема: хорвати, серби, німці і кілька русинів-українців.